# Mesonemoura
Mesonemoura is een geslacht van steenvliegen uit de familie beeksteenvliegen (Nemouridae). De wetenschappelijke naam van het geslacht is voor het eerst geldig gepubliceerd in 1975 door Baumann.

## Soorten
Mesonemoura omvat de volgende soorten:
- Mesonemoura aberransterga Du & Zhou, 2007
- Mesonemoura brachyfiligera (Aubert, 1967)
- Mesonemoura falcata (Kimmins, 1950)
- Mesonemoura filigera (Kimmins, 1947)
- Mesonemoura flagellata (Wu, 1935)
- Mesonemoura funicula (Harper, 1974)
- Mesonemoura lii Zhu, Yang & Yang, 2003
- Mesonemoura mastigophora (Harper, 1974)
- Mesonemoura membranosa Du & Zhou, 2007
- Mesonemoura metafiligera (Aubert, 1967)
- Mesonemoura mishmica (Kimmins, 1950)
- Mesonemoura multispira (Wu, 1973)
- Mesonemoura nielamuensis Li & Yang, 2007
- Mesonemoura parafiligera (Aubert, 1967)
- Mesonemoura pseudofiligera (Aubert, 1967)
- Mesonemoura sbordonii Fochetti & Sezzi, 2000
- Mesonemoura skardui (Aubert, 1959)
- Mesonemoura spiroflagellata (Wu, 1973)
- Mesonemoura tianshanica (Zhiltzova, 1971)
- Mesonemoura tibetensis Zhu, Yang & Yang, 2003
- Mesonemoura tritaenia Li & Yang, 2007
- Mesonemoura vaillanti (Navás, 1922)